# 中村真梨花
中村 真梨花（なかむら まりか、1987年5月20日 - ）は、日本将棋連盟所属の女流棋士。神奈川県藤沢市出身。佐伯昌優九段門下。女流棋士番号30（2011年3月31日までは54）。

## 棋歴
6歳で将棋を始める。2003年4月、15歳のときに女流棋士となった。
2008年度、第2期マイナビ女子オープンで挑戦者決定戦に進出したが、岩根忍女流初段に敗れてタイトル初挑戦ならず。
2009年度、9月24日の第17期大山名人杯倉敷藤花戦の挑戦者決定戦で本田小百合女流二段を破り、タイトル初挑戦を果たした。しかし三番勝負では里見香奈にストレートで敗退。
2012年9月7日、第34期女流王将戦の挑戦者決定戦で中井広恵女流六段を破り、2度目のタイトル挑戦。里見香奈との三番勝負で第一局は勝利したが、第二局・第三局と連敗して1勝2敗となり、タイトル獲得はならなかった。
2013年度、第40期女流名人位戦挑戦者決定リーグで優勝し（7勝1敗）、3度目のタイトル挑戦。しかし五番勝負では里見香奈にストレートで敗退。
2014年度、第41期女流名人戦挑戦者決定リーグで途中まで5勝0敗でトップを走っていたが、骨折の療養のため9月5日から12月31日まで休場を余儀なくされ、休場期間の不戦敗により連続挑戦を逸した。
2018年度、第26期大山名人杯倉敷藤花戦で挑戦者決定戦に進出したが、谷口由紀女流二段に敗れて挑戦権獲得ならず。
2019年度、第1期ヒューリック杯清麗戦では唯一予選を全勝で通過したが、4人で争う本戦は初戦で甲斐智美に敗れ決勝進出はならなかった。
2025年度、出産のため2025年7月27日-2025年10月31日まで休場を発表した。

## 人物
- 攻め将棋の棋風であり、「マリカ攻め」と称される[7][3]。
- 2017年6月より2年間、山田久美会長の下で女流棋士会役員を務めていた[8]。
- 2023年10月10日に将棋棋士の千田翔太と入籍したことを発表した[9]。
- 将棋漫画『無冠の棋士、幼女に転生する』（原作・うほごりくん、漫画・okama) の将棋監修[10]。

## 昇段履歴
- 1997年04月00日 - 女流育成会入会
- 2003年04月01日 - 女流2級（2002年度後期 女流育成会1位）[11] = プロ入り
- 2004年04月01日 - 女流1級（年度指し分け以上〈13対局・7勝以上〉／2003年度 7勝6敗）[12][13]
- 2005年04月01日 - 女流初段（年度指し分け以上〈13対局・7勝以上〉／2004年度 10勝4敗、女流通算17勝10敗）[14][15]
- 2009年02月25日 - 女流二段（勝数規定／女流初段昇段後60勝、女流通算77勝）[16]
- 2015年05月04日 - 女流三段（勝数規定／女流二段昇段後90勝、女流通算167勝）[17]
- 2023年05月13日 - 女流四段（勝数規定／女流三段昇段後130勝、女流通算297勝）[18][19]

## 主な成績

### 公式戦
- 2006年度 第11回鹿島杯女流将棋トーナメント 準優勝
- 2008年度 第2期マイナビ女子オープン 挑戦者決定戦進出
- 2009年度 第17期大山名人杯倉敷藤花戦 挑戦（タイトル初挑戦）
- 2012年度 第34期女流王将戦 挑戦
- 2013年度 第40期女流名人位戦 挑戦
- 2018年度 第26期大山名人杯倉敷藤花戦 挑戦者決定戦進出
- 2019年度 第1期清麗戦 予選全勝による決勝トーナメント進出

### 非公式戦
- 白瀧あゆみ杯争奪戦 優勝2回：第2回(2007年度)、第3回(2008年度)
- LADIES HOLLY CUP 優勝1回：第1回(2009年度)
- 世田谷花みず木女流オープン戦 優勝3回：第7回(2014年度)、第8回(2015年度)、第11回(2018年度)

### 年度別成績
- 2024年度 - 22局 10勝12敗（勝率0.4545）[20]

通算成績
- 2024年度 - 551局 315勝236敗（勝率0.5716）〈2025年3月31日対局分まで〉[21]

「男性棋戦」通算成績
- 2024年度 - 13局 1勝12敗（勝率0.0769）〈2025年3月31日対局分まで〉[21]